# Каннабігерол
Каннабігерол (CBG) — один з більш ніж 120 ідентифікованих каннабіноїдів, виявлених у коноплі. Каннабігерол — це декарбоксильована форма каннабігеролової кислоти, вихідна молекула, з якої синтезуються інші каннабіноїди.
Каннабігерол зазвичай є мінорним складовим елементом коноплі. Під час росту рослини велика частина каннабігеролу перетворюється в інші каннабіноїди, в основному в тетрагідроканнабінол (THC) або в каннабідіол (CBD), залишаючи близько 1 % каннабігеролу в рослині. Однак деякі сорти конопель виробляють більше каннабігеролу і каннабігеролової кислоти, містячи при цьому невелику кількість інших каннабіноїдів, таких як ТГК і КБД.
Хоча каннабігерол продається як біологічно активна добавка, його ефекти та безпека для людського споживання не визначені.

## Дослідження
Станом на 2021 рік, клінічні дослідження для тестування конкретних ефектів каннабігеролу на людях не проводилися.

## Можливе медичне застосування
CBG помірно знижує внутрішньоочний тиск у котів.
Антибіотична дія проти багатоліково-резистентного Staphylococcus Aureus (MRSA) була доведена in vivo на мишах.
Каннабігерол має протиблювотну дію і може бути використаний в лікуванні захворювань, таких як розсіяний склероз і хвороба Хантінгтона, для підтримки організму.
Університет МакМайстера в Гамільтоні, Канада, проводив дослідження з антибіотичної дії CBG.

## Юридичний статус
Каннабігерол не регулюється Конвенцією ООН про психотропні речовини. У США каннабігерол, отриманий з конопель, є законним, за умови, що вміст ТГК у вихідній рослині не перевищує 0,3 % від сухої ваги.
У Швейцарії законно виробляти коноплю, багату каннабігеролом, як замінник тютюну, за умови, що вміст у ній ТГК не перевищує 1,0 %.
Каннабігерол не підпадає під дію закону BtMG, і, відповідно, легальний у Німеччині.